# Chisbury
Chisbury – osada w Anglii, w hrabstwie Wiltshire. Leży 38 km na północ od miasta Salisbury i 104 km na zachód od Londynu.